# General Mills
General Mills er et amerikansk multinationalt fødevarefirma med hovedkontor i Golden Valley, Minnesota. Virksomheden markedsfører mange kendte nordamerikanske mærker, herunder Gold Medal, Annie's Homegrown, Betty Crocker, Yoplait, Colombo, Totino, Pillsbury, Old El Paso, Häagen-Dazs, Cheerios, Trix, Cocoa Puffs og Lucky Charms.